# Harmaaluoto (ö, lat 61,30, long 27,67)
Harmaaluoto är en ö i Finland. Den ligger i sjön Saimen och i kommunen Savitaipale i den ekonomiska regionen  Villmanstrands ekonomiska region  och landskapet Södra Karelen, i den södra delen av landet, 190 km nordost om huvudstaden Helsingfors. Öns största längd är 50 meter i sydöst-nordvästlig riktning.